# Лангфорд, Фрэнсис
Джулия Фрэнсис Лангфорд (англ. Julia Frances Langford, 4 апреля 1913 — 11 июля 2005) — американская актриса, радиоведущая и певица.

## Биография
Родилась во Флориде в семье Васко Кливленда Лангфорда и его супруги Анны Реи Ньюберн. С юности увлекалась музыкой и планировала стать оперной певицей, но в итоге поддалась тогдашним музыкальным тенденциям и взяла направление в сторону поп-музыки. Выступая в качестве певицы на танцевальных площадках она попала под внимание местного бизнесмена, который взял её на своё радио. Добившись определённого успеха в данном направлении, Лангфорд переехала в Нью-Йорк, где состоялся её актёрский дебют на Бродвее, а в 1931 году она обосновалась в Голливуде, занявшись развитием своей карьеры в кино, а также продолжая выступления в популярных радиошоу Луэллы Парсонс, Дика Пауэлла и Дона Амичи.
Стартовавшая в то же время кинокарьера актрисы была в основном связана с музыкальными картинами, среди которых «Рождённая танцевать» (1936), «Слишком много девушек» (1940), «Янки Дудл Денди» (1942) и «Это армия» (1943). С началом Второй мировой войны Лангфорд вступила в Объединённые организации обслуживания, став принимать участие в организации досуга военнослужащих как в США, так и за её пределами. Её выступления проходила на многих военных базах в Европе, Северной Африке и южной части Тихого Океана.
Завершив в начале 1950-х свою актёрскую карьеру, Лангфорд посвятила время своим хобби: водной гребле и спортивному рыболовству. Вместе со своим первым мужем, актёром Джоном Холлом, она пожертвовала часть земель своего имения в Дженсен-Бич для тематического парка, который стал носить её имя — «Langford Park». Со своим вторым супругом, Ральфом Эвинрюдом, она открыла ресторан, стилизованный в полинезийском стиле, в которым при этом сама периодически давала выступления. В 1989 году Лангфорд вновь приняла участие в кампании Объединённых организаций обслуживания, выступив вместе с Бобом Хоупом перед военнослужащими в Персидском заливе.
В 1994 году, спустя восемь лет после смерти второго мужа, она вышла замуж за бывшего помощника секретаря по гражданским делам ВВС США Гарольда С. Стюарта, с которым провела остаток своих дней. Последние годы жизни Лэнгфорд испытывала проблемы со здоровьем, которые часто сопровождались госпитализациями. Она умерла в июле 2005 года в своём доме в Дженсен-Бич от сердечной недостаточности в возрасте 92 лет. Согласное её пожеланию, она была кремирована, а прах развеян у берегов Флориды, недалеко от месте её жительства. Её вклад в киноиндустрию США отмечен звездой на Голливудской аллее славы.